# Phyllocnema kenyensis
Phyllocnema kenyensis är en skalbaggsart som beskrevs av Karl Adlbauer 2002. Phyllocnema kenyensis ingår i släktet Phyllocnema och familjen långhorningar.
Artens utbredningsområde är Kenya. Inga underarter finns listade i Catalogue of Life.